# Ljubav živi
Ljubav živi – czternasty studyjny album serbskiej piosenkarki Cecy Ražnatović. Płyta swoją premierę miała 17 czerwca 2011 roku, dokładnie 5 lat od wydania poprzedniego studyjnego albumu Idealno loša.

## Lista utworów
| Nr | Tytuł utworu           | Słowa                                                 | Muzyka                | Długość |
| -- | ---------------------- | ----------------------------------------------------- | --------------------- | ------- |
| 1. | „Rasulo”               | Marina Tucaković, Ljiljana Jorgovanović               | Aleksandar Milić Mili | 4:34    |
| 2. | „Hajde”                | Marina Tucaković                                      | Aleksandar Milić Mili | 3:05    |
| 3. | „Šteta za mene”        | Marina Tucaković, Ljiljana Jorgovanović               | Aleksandar Milić Mili | 3:58    |
| 4. | „Igračka samoće”       | Marina Tucaković, Ljiljana Jorgovanović               | Aleksandar Milić Mili | 4:34    |
| 5. | „Ona”                  | Marina Tucaković, Ljiljana Jorgovanović               | Aleksandar Milić Mili | 3:53    |
| 6. | „Nije mi dobro”        | Marina Tucaković, Gordana Urek, Ljiljana Jorgovanović | Aleksandar Milić Mili | 4:04    |
| 7. | „Hvata me”             | Marina Tucaković, Ljiljana Jorgovanović               | Aleksandar Milić Mili | 3:40    |
| 8. | „Sve što imam i nemam” | Marina Tucaković                                      | Aleksandar Milić Mili | 4:14    |
| 9. | „Ljubav živi”          | Aleksandar Milić Mili                                 | Aleksandar Milić Mili | 3:52    |
|    |                        |                                                       |                       | 35:54   |

## Twórcy
Svetlana Ceca Ražnatović – wokal
Ivana Peters (Pavlović) – wokal wspierający (wszystkie piosenki)
Aleksandar Milić Mili – wokal wspierający (piosenki 2, 4, 5, 6, 8, 9), produkcja muzyczna
Nenad Bojković – gitara elektryczna, gitara akustyczna
Ivan Milosavljević Milke – gitara basowa, inżynier dźwięku
Vladimir Milenković – akordeon
Petar Trumbetaš – buzuki
Aleksandar Petrović – perkusja
Jovica Smrzlić – instrumenty klawiszowe
Nebojša Brdarić – kaval
Ivan Ilić – puzon
Strahinja Banović – trąbka
James Cruz – mastering